# Караямахі
Караямахі (рос. Караямахи) — село Акушинського району, Дагестану Росії. Входить до складу муніципального утворення Сільрада Нацинська.
Населення — 62 (2010).

## Населення
За даними перепису населення 2002 року в селі мешкало 70 осіб. В тому числі 37 (52,86 %) чоловіків та 33 (47,14 %) жінок.
Переважна більшість мешканців — даргинці (100 % від усіх мешканців). У селі переважає сирхінсько-тантинська мова.